# Algimantas Rimkūnas
Algimantas Rimkūnas (ur. 4 stycznia 1953 w Kownie) – litewski ekonomista i wykładowca akademicki, dyplomata, w latach 2007–2012 ambasador Republiki Litewskiej w Lizbonie. Od 2013 wiceminister finansów w rządzie Algirdasa Butkevičiusa.

## Życiorys
W 1975 ukończył studia na Uniwersytecie Wileńskim ze specjalnością matematyka i ekonomisty, po czym pracował jako wykładowca na tejże uczelni. W 1978 rozpoczął aspiranturę (studia doktoranckie) w Katedrze Cybernetyki Ekonomicznej. Po trzech latach uzyskał stopień kandydata nauk ekonomicznych, w 1992 nostryfikowany jako doktorat z dziedziny nauk społecznych.
W 1990 podjął służbę w Ministerstwie Spraw Zagranicznych jako ekspert w sprawach gospodarczych. Od 1992 do 1995 pełnił funkcję radcy gospodarczego w ambasadzie litewskiej w Belgii. Po powrocie do kraju był sekretarzem w MSZ, a po objęciu władzy przez konserwatystów i chadecję w 1996 mianowano go wiceministrem tegoż resortu. Urząd sprawował do 2000, kiedy to został mianowany ambasadorem przy Narodach Zjednoczonych. W 2005 objął urząd sekretarza stanu w Ministerstwie Spraw Zagranicznych.
Od 2007 do 2012 był ambasadorem Litwy w Lizbonie. W 2013 został wiceministrem finansów.